# 木兰溪

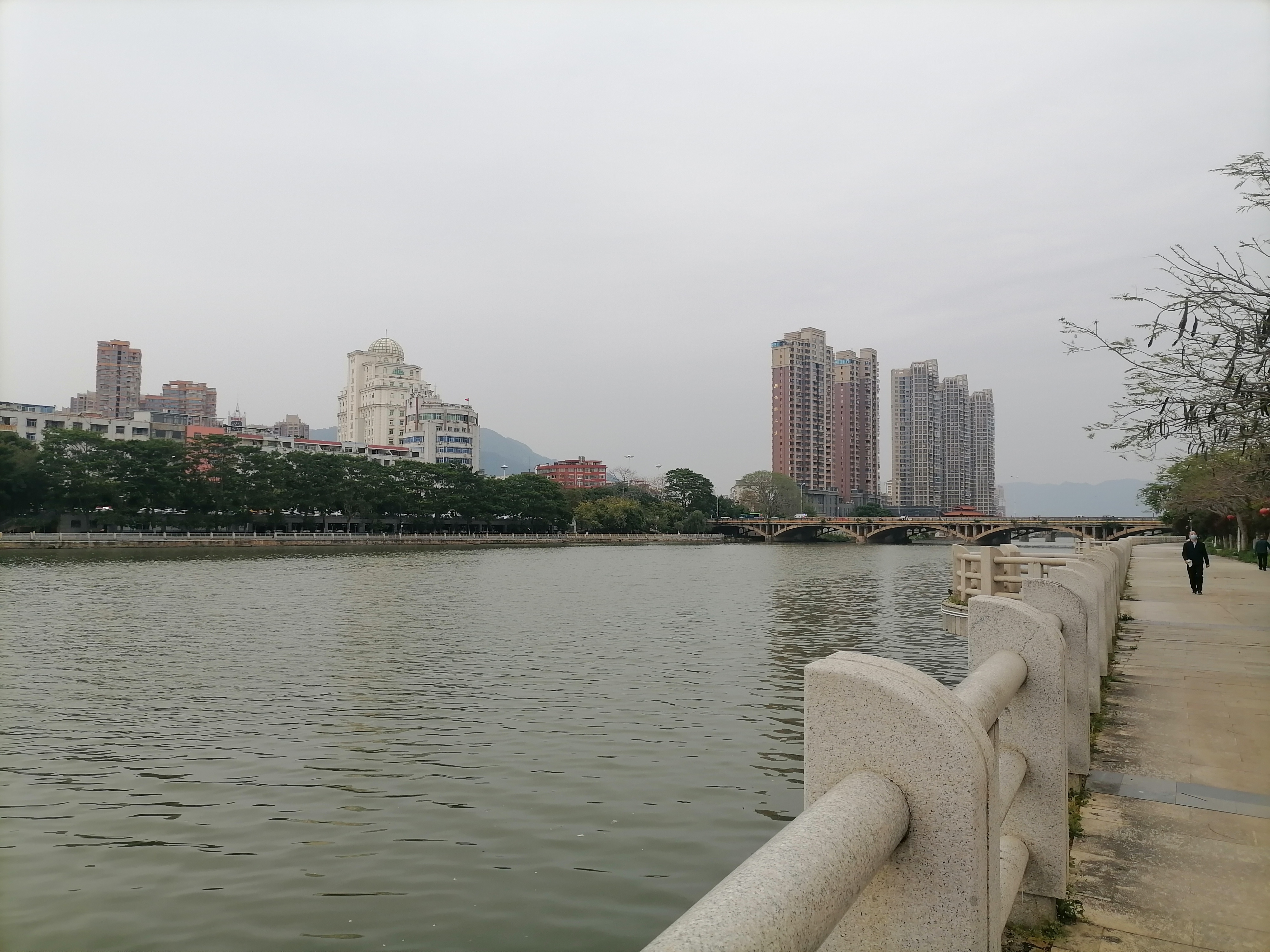
在莆田市仙游县境内的木兰溪

木兰溪，是中国福建省的主要河流之一。发源于福建戴云山脉余支的笔架山，汇聚360多条溪涧之水，流经仙游县和莆田市16个乡镇，最后出三江口入兴化湾。把木兰溪下游冲积而成的兴化平原分成两部分，俗称南北洋。南北洋总面积425平方公里，河道长达655公里，主要河道310公里，其中北洋河道109.5公里、南洋河道200.5公里。水面总面积2.8万亩。
1999年，木兰溪开展主干流段治理，采用“明沟降水法”，裁弯9个，河道从16公里缩短至8.64公里。 
2018年，莆田市中级人民法院设立木兰溪流域司法保护巡回审判点。

## 名称
木兰溪名称由来有多种说法。一说该名称来源于古代官员郑露。郑露在莆田创立了“湖山书院”，为莆田教育文化事业作出了巨大贡献。他离开莆田时，民众为纪念他在溪中撒上木兰花。后来，该溪便名为木兰溪。又有一说木兰溪名源于溪上水利工程木兰陂。木兰陂修建前，木兰溪的仙游段名为“仙溪”，莆田段名为“濑溪”。木兰陂建成后，华亭下游一段濑溪便名为“木兰溪”，后此名便指整条干流。仙游人也称此溪为“兰溪”。

## 水文与自然地理
木兰溪位于东经118°38′~119°06′，东经25°22′~25°25′之间。其发源于德化县境内戴云山脉的十几股段山（一说仙游县西苑乡仙西村黄坑），流经仙游盆地，横贯兴化平原，与延寿溪汇于三江口流入东海。木兰溪流域面积1732km³，干流长105km，天然落差784m。上流流域地貌主要为中、低山，由中生代火山岩形成，河床坡度较陡，属山溪性河流。中下游河道较宽，坡度较缓。木兰溪木兰陂至江口段长26km，为感潮河段。
木兰溪流域年径流量自西北向东南递减，山区的径流量多于平原。河流补给类型主要为降水补给。其多年平均年径流量为9.85亿m³，径流模数29.2升/平方千米·秒，径流深920.8mm，多年平均流量30.9m³/s。木兰溪径流年际变化大。其径流量年内分配不均，主要集中在夏季。木兰陂以下河道河网密布。
木兰溪多年平均入海沙量46.8万吨，平均输沙率10.9kg/s，输沙量年际变化大，年内分布不均，主要集中在6~8月。
木兰溪水系呈树枝状，主要支流有中岳溪、大济溪、溪口溪、龙华溪、松溪、柴桥头溪、仙水溪、苦溪等。
木兰溪水利资源较少，理论蕴藏量8.4万千瓦，年可能发电量1.7亿千瓦时。

## 环境与治理
因工厂污水等各类污水污染，木兰溪水质污染曾较为严重。中共十八大以来，政府对木兰溪进行了污染治理。至2022年，政府已关停污染企业3000多家，拆除畜禽养殖场3500多户，修建了多个水质自动检测站，逐步建立起全流域水质在线自动监测体系。2021年，木兰溪流域18个国省控断面水质优良比例超过了94%。为维护木兰溪生物多样性，莆田市河长办与海洋渔业局组织多次在木兰溪投放鱼苗。

## 水患与水利
木兰溪上下游落差大，上游来水速度较快，下游排水较慢，易引发洪涝灾害。1952-1990年资料统计显示，木兰溪平均每10年发生一次大洪水，每4年一次中等洪水。1999年，第14号台风过境莆田，木兰溪洪水暴涨，倒塌房屋近6万间，受淹45万亩，近3万群众被迫转移，2万学生停课。
古代时，为抵御洪水，并改变兴化平原“蒲草丛生”的状态，古代先民曾多次尝试修建木兰陂。其中，前两次以失败告终，第三次成功。木兰陂修建后，南北洋成了富饶的鱼米之乡。
1999年洪灾后，木兰溪开展主干流段治理，采用“明沟降水法”，裁弯9个，河道从16公里缩短至8.64公里。

## 文化
木兰溪传承了妈祖文化。尽管妈祖出生于湄洲岛，但宋时册封妈祖有9次均在木兰溪旁。也是在此，妈祖文化发扬光大。